# Межведомственный разведывательный центр (Италия)
Межведомственный разведывательный центр (итал. Centro Intelligence Interforze, CII) — орган военной разведки Италии, подразделение 2-го Отдела (информация и безопасность) Генерального штаба вооружённых сил Италии. Создан в 1997 году, фактически осуществляет свою деятельность с 2000 года.

## История
В 1997 году было принято решение объединить разведывательную деятельность трёх видов вооружённых сил Италии и 15 мая 1997 года была отдана соответствующая директива Министерства обороны № 1/30863/14.1.8/97. После создания 1 сентября 2000 года 2-го отдела (Информация и безопасность) Генерального штаба (RIS), были созданы в качестве подразделений 2-го отдела Межведомственный разведывательный центр, Межведомственный учебный центр радиоэлектронной разведки (с 1 апреля 2004 учебный центр был реорганизован в Центр радиоэлектронной борьбы) и другие подразделения военно-технической разведки.

## Задачи
В отличие от AISE, деятельность CII ориентирована исключительно на вопросы, связанные с вооружёнными силами. В его компетенцию входит ведение радиоэлектронной борьбы, и различных видов технической разведки, таких как видовая разведка, радиоэлектронная разведка, агентурная разведка и других.
Зарубежные операции осуществляются в координации с AISE.

## Организационная структура
Штаб-квартира CII расположена в Кастель Мальнове (15-я муниципия Рима), имеется ряд других подразделений, расположенных в
Сельва ди Фазано, Удине, Монте Конеро, Сурбо, Лечче, Борджо Пьяве, Монте-Сант'Анджело, Тиррении, Монтеротондо, Пуле, Отранто, Мессине, Портопало-ди-Капо-Пассеро, Пантеллерии и на Лампедузе.

## Руководители
- 1999—2004 — капитан 1-го ранга Романо Сауро;
- 2008 — настоящее время — бригадный генерал Марио Карло Кьюзароли.